# Кольоновске
Кольоно̀вске (на полски: Kolonowskie) е град в Южна Полша, Ополско войводство, Стшелешки окръг. Административен център е на градско-селската Кольоновска община. Заема площ от 55,70 км2.

## Население
Според данни от полската Централна статистическа служба, към 31 декември 2013 г. населението на града възлиза на 3 361 души. Гъстотата е 60 души/км2.